# Rollfähre Spitz–Arnsdorf

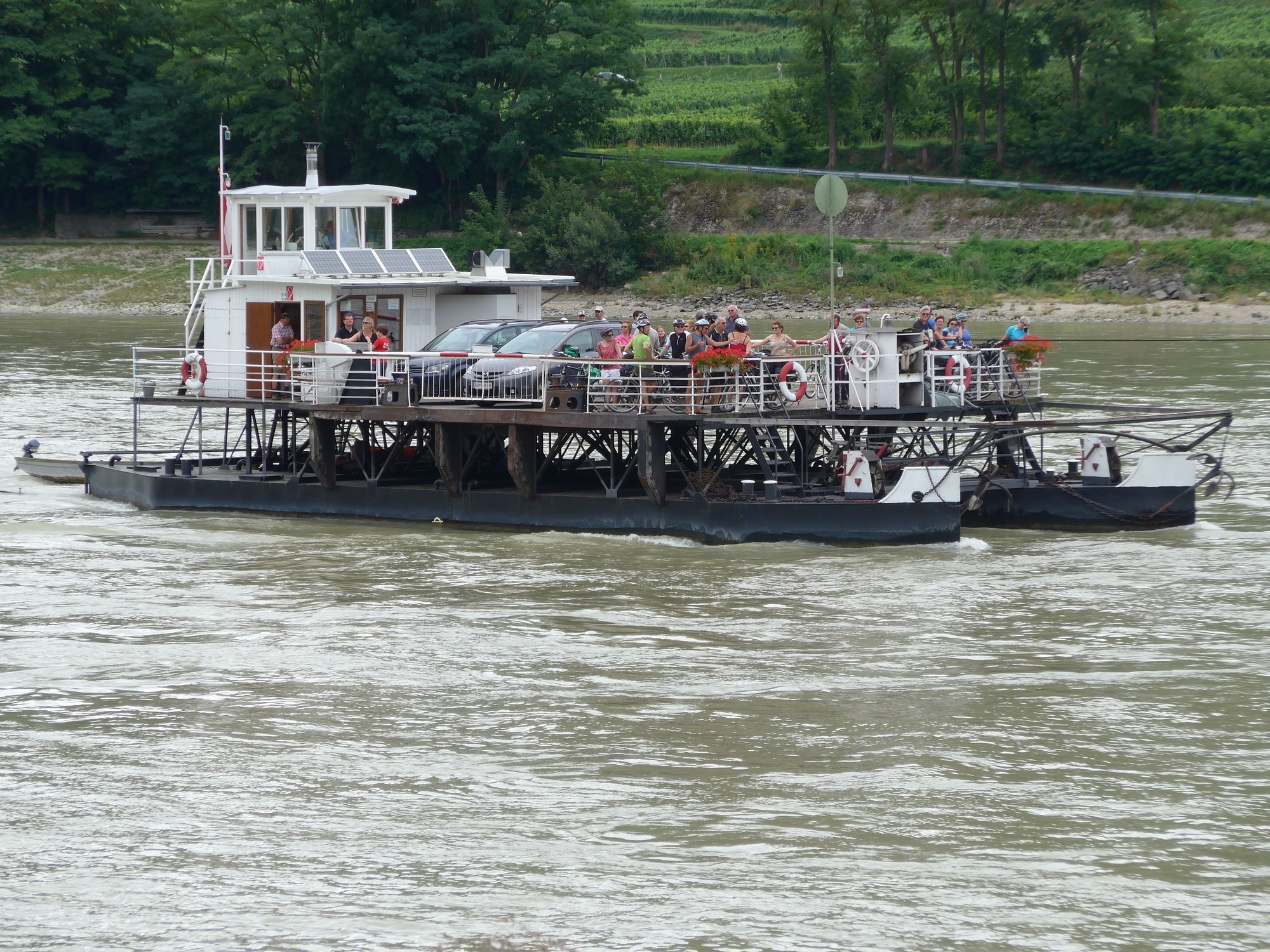
Rollfähre Spitz–Arnsdorf in Fahrt

Die Rollfähre Spitz–Arnsdorf ist eine Rollfähre in der Wachau über die Donau. Sie bietet eine Überfuhr von Spitz an der Donau am orografisch linken Donauufer nach Arnsdorf am rechten Ufer. Sie ist die einzige ganzjährige Verbindung innerhalb der Wachau, da die beiden Brücken erst in Melk stromaufwärts und Mautern flussabwärts liegen. Sie befindet sich beim Stromkilometer 2020. Eine weitere Fähre, die ebenfalls Kraftfahrzeuge befördert, befindet sich noch bei Weißenkirchen nach St. Lorenz.
Die Fähre besteht aus zwei miteinander verbundenen Schiffskörpern und kann bei einer Tragkraft von 20 Tonnen Personen und Kraftfahrzeuge befördern. Das Tragseil hat eine Länge von insgesamt 485 Meter und ist an den Ufern jeweils an Türmen verankert.
Errichtet wurde die Fähre im Jahr 1928 und am 17. Mai in Betrieb genommen.
In die Schlagzeilen geriet die Fähre, als sich im Oktober 2007 ein Kleinflugzeug im Tragseil verfing und dadurch in die Donau stürzte. Alle vier Insassen kamen dabei ums Leben.
Wanderer am österreichischen Nord-Süd-Weitwanderweg sind auf die Benutzung der Rollfähre angewiesen, da die Benutzung der nächsten Brücke einen großen Umweg bedingen würde.

## Camera Obscura

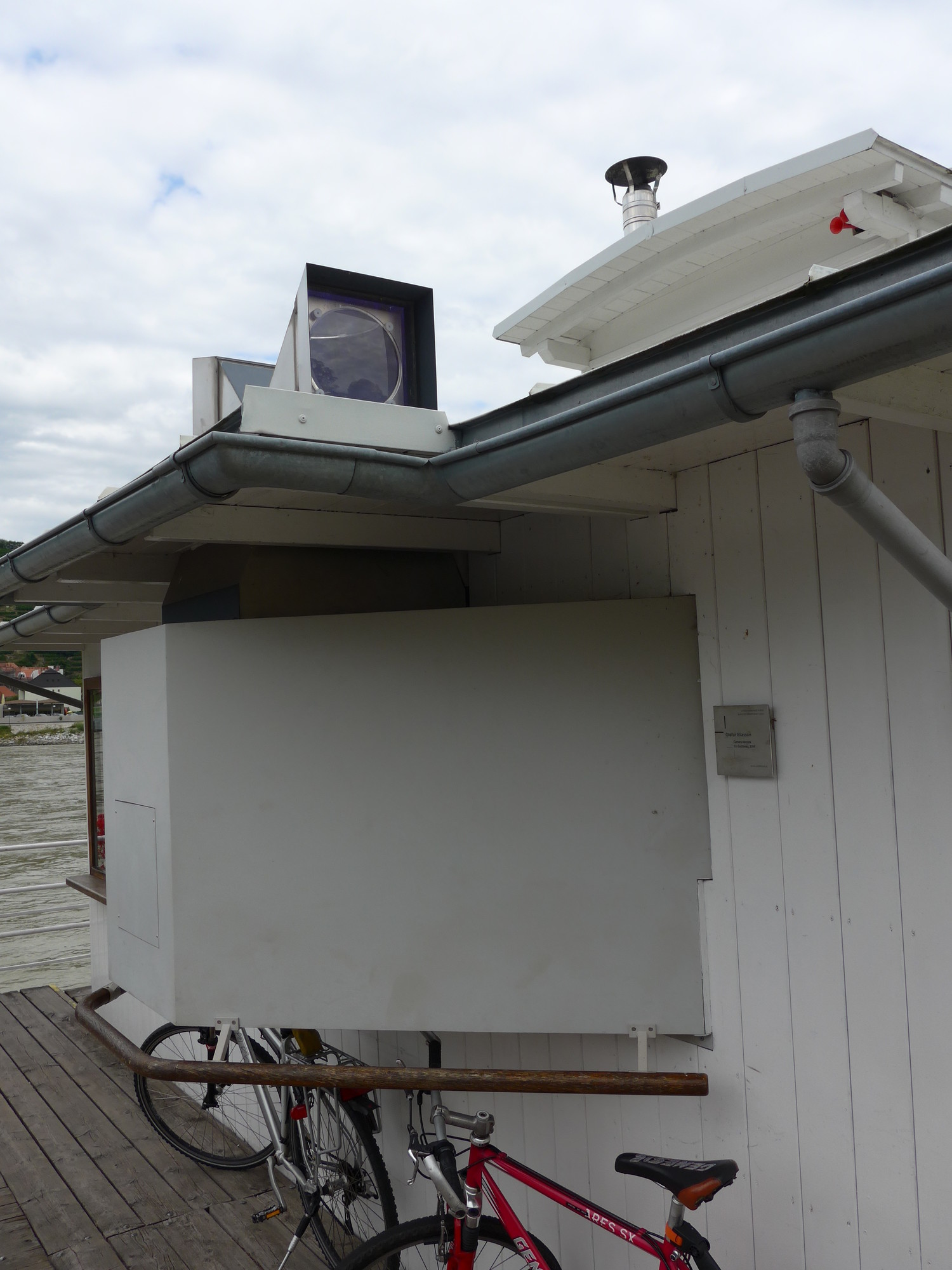
Camera Obscura von Ólafur Elíasson

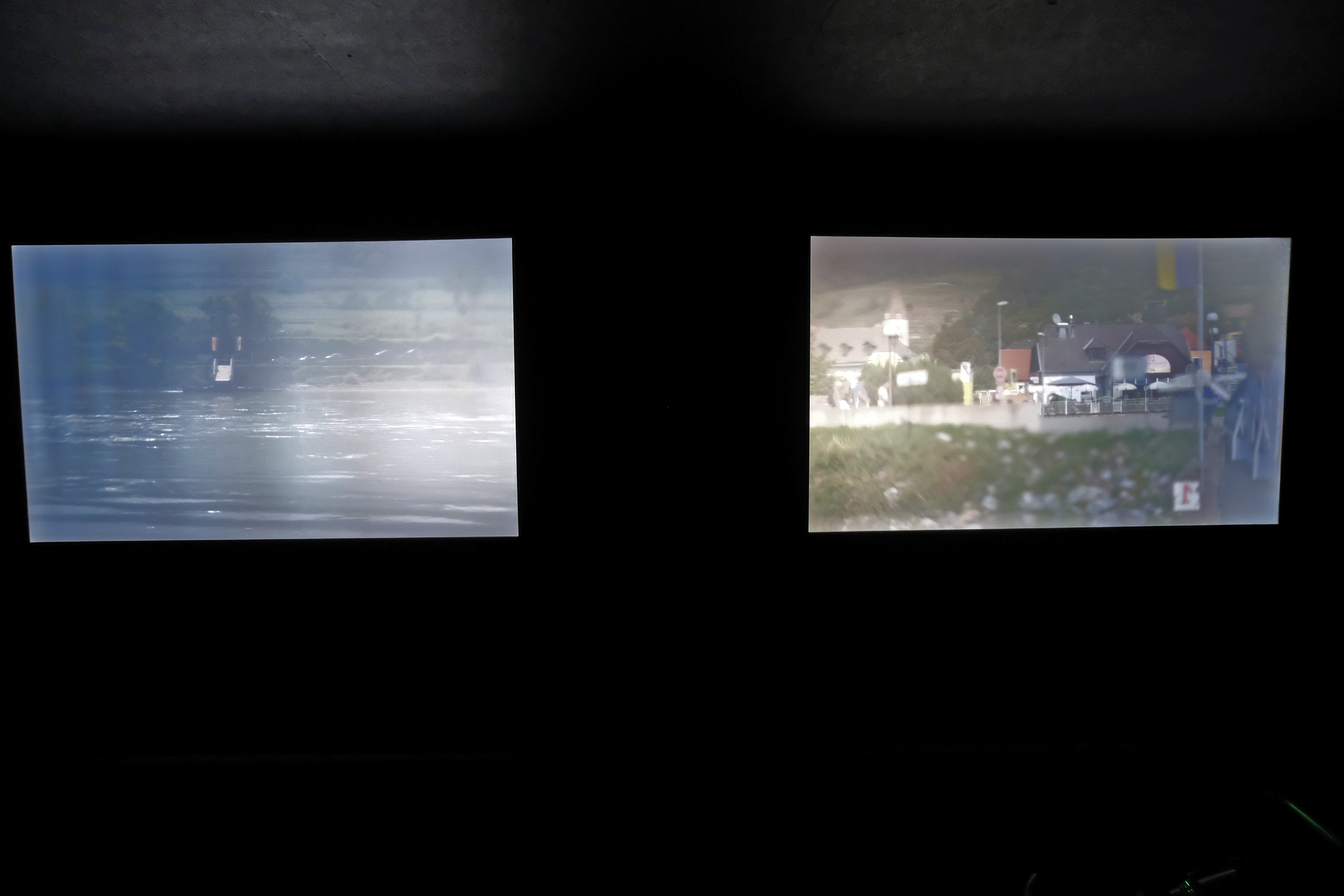
Blick im Innern der Kabine auf die Lichtprojektion der Camera Obscura, Sept. 2020

Anlässlich der Ernennung der Wachau zum Weltkulturerbe im Jahr 2004 wurde von Ólafur Elíasson, einem dänischen Künstler, eine Camera obscura installiert. Die ursprüngliche Bordkabine stellt insgesamt die dunkle Kammer der Camera dar. Das Licht für die Camera wird über Linsen und Spiegel in den Raum projiziert. Das Abbild der beiden Donauufer erscheinen an der Wand spiegelverkehrt.